# Jakob Baechtold

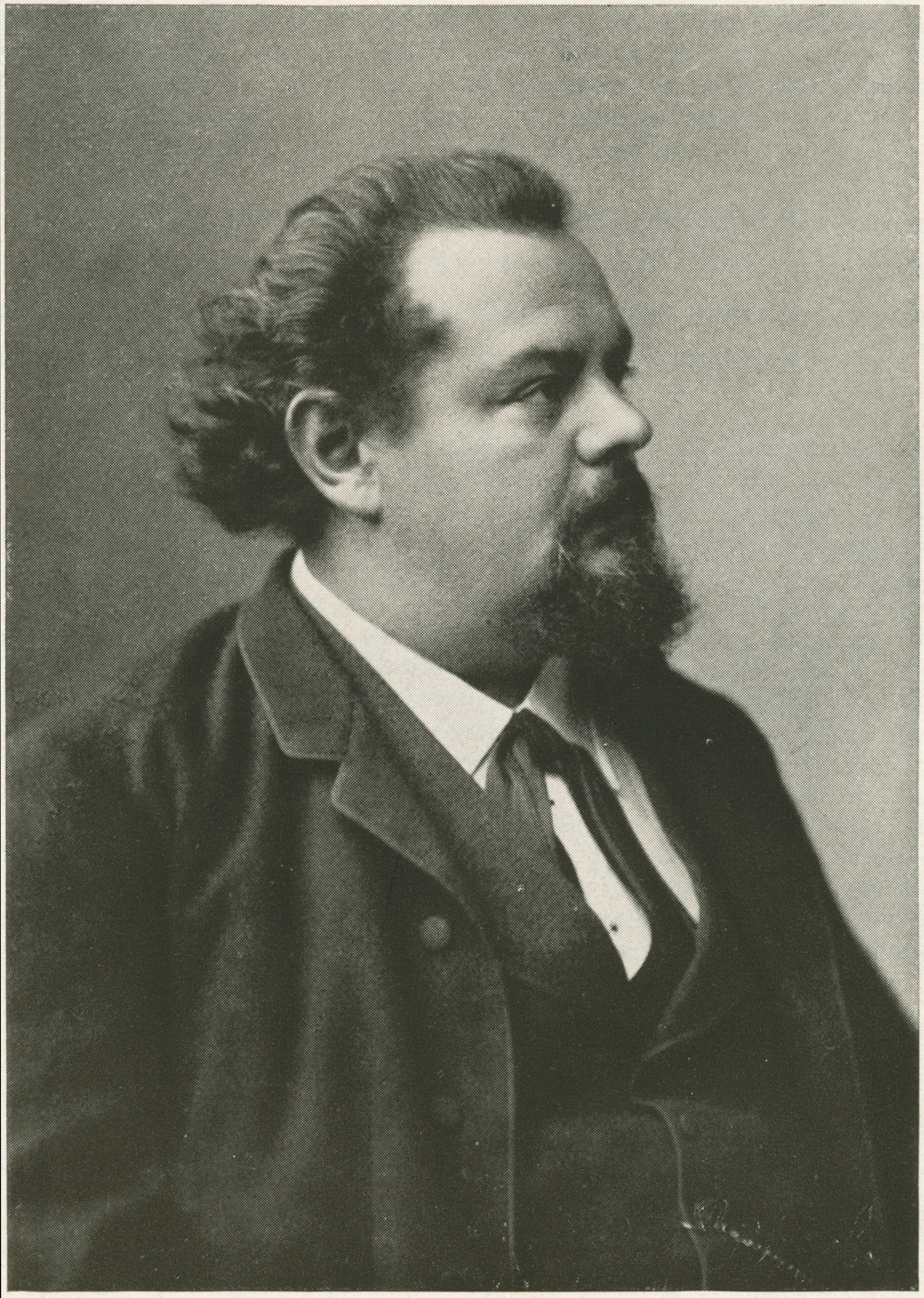
Jakob Baechtold

Jakob Baechtold oder Bächtold (* 27. Januar 1848 in Schleitheim; † 7. August 1897 in Zürich) war Schweizer Literaturwissenschafter.

## Leben und Schaffen
Jakob Baechtold studierte von 1867 bis 1870 Germanistik in Heidelberg und München und promovierte 1870 an der Universität Tübingen mit einer Arbeit zum Lancelet Ulrichs von Zatzikhoven.
Ab 1872 war er als Gymnasiallehrer in Zürich und Solothurn, wo er auch Gemeinderat war, tätig. Parallel dazu leitete er das Feuilleton der NZZ (1879–1884).
Nach seiner Habilitation 1880 wurde er 1888 Ordinarius für deutsche Literatur an der Universität Zürich. Ab 1896 hatte er auch einen Lehrauftrag für Schweizer Literatur an der Eidgenössischen polytechnischen Schule.
Besonders verdient machte sich Baechtold um die Schweizer Literatur. Zum einen wirkte er als Biograf und Nachlassverwalter seines Freundes Gottfried Keller. Baechtolds Keller-Biografie wurde in der durch Emil Ermatinger überarbeiteten Fassung noch 1978 aufgelegt. Zum anderen dient seine über 900-seitige Geschichte der deutschen Literatur in der Schweiz noch heute als Fundgrube vor allem für die bislang wenig beachtete Schweizer Literatur des 16. Jahrhunderts. Weiter war Baechtold als Herausgeber tätig.
Der Nachlass Jakob Baechtolds befindet sich in der Zentralbibliothek Zürich.

## Werke
- Der Minorit Georg König von Solothurn und seine Reisebeschreibungen, nebst einem Ueberblick über den Antheil Solothurn’s an der deutschen Literatur. Solothurn: J. Gassmann, 1874 (Digitalisat).
- Hans Salat, ein schweizerischer Chronist und Dichter aus der ersten Hälfte des XVI. Jahrhunderts. Sein Leben und seine Schriften. Basel: Bahnmaier, 1876.
- Bibliothek älterer Schriftwerke der deutschen Schweiz und ihres Grenzgebietes. Frauenfeld: Huber, 1877–1892:
  - Bd. 1: Die Stretlinger Chronik. Ein Beitrag zur Sagen- und Legendengeschichte der Schweiz aus dem 15. Jahrhundert.
  - Bd. 2: Niklaus Manuel.
  - Bd. 3: Albrecht von Hallers Gedichte.
  - Bd. 4 und 5: Schweizerische Volkslieder.
  - Bd. 6: Die Schweizer Minnesänger.
  - Bd. 7 (Ergänzungsband): Das Schachzabelbuch Kunrats von Ammenhausen.
  - Serie 2, Heft 1–2: Die Discourse der Mahlern.
  - Serie 2, Heft 3: Geschichte der Gelehrtheit.
- Das glückhafte Schiff von Zürich. Nach den Quellen des Jahres 1576. Zürich: Orell Füssli 1880 (=Mittheilungen der Antiquarischen Gesellschaft in Zürich, 20, Abtheilung 2, Heft 2 und Neujahrsstück, 44/1880).
- Deutsches Lesebuch für höhere Lehranstalten der Schweiz. Frauenfeld 1880.
- Hans Salat: Drama vom verlorenen Sohn. Einsiedeln: Benziger 1881.
- Johann Wolfgang von Goethe:
  - Dichtung und Wahrheit. Weimarer Ausgabe.
  - Götz von Berlichingen in dreifacher Gestalt. 1882.
  - Iphigenie auf Tauris in vierfacher Gestalt. 1883 (Erstdruck der Iphigenie-Fassung von 1780).
- Gottfried Kellers Leben. Seine Briefe und Tagebücher (drei Bände, 1894–1897). Überarbeitet und neu herausgegeben von Emil Ermatinger (1915–18).
- Geschichte der deutschen Literatur in der Schweiz. Frauenfeld: Huber 1892, Neuauflage 1919.
- Bodmer und Klopstock. 1899.